# 勇武前綫
勇武前綫（英語：Valiant Frontier）是一個於2014年6月成立的香港本土化政治組織，主張以起義、革命等手段，達至香港獨立，曾經組織2015年3月的光復元朗與6月的旺角驅大媽行動。

## 背景
勇武前綫於2014年6月成立，原稱為「獨立陣線」，在雨伞革命後易名為「勇武前綫」。

## 歷來行動

### 光復行動
雨傘革命結束後，勇武前綫曾參與捍衛沙田等由其他本土組織發起的光復行動。2015年2月尾，勇武前綫於Facebook號召市民，舉辦光復元朗反水貨行動，其後熱血公民及本土民主前線亦加入舉辦。大部分為元朗居民的示威者指控香港政府無視來自中國大陸的水貨客充斥元朗，涉嫌從事走私活動，同時使物價膨脹及商舖租金上升，位於元朗市中心一帶的小商戶均被深受自由行歡迎的藥房及珠寶店取代，嚴重影響居民生活。約500名網民響應號召，2時左右在西鐵綫元朗站與朗屏站集結，集中到元朗市中心示威，持續約8小時，事件最終演變成為衝突，為歷來光復行動中最激烈的一次，示威者更一度佔領元朗大馬路，警察需要施放胡椒噴劑及使用警棍攻擊示威者。隨著警察加強佈防及示威者自行散去，光復元朗行動至晚上10時半結束。事件造成11人受傷，38人被捕。

### 立法會爆炸案
2015年12月9日，香港立法會大樓示威區內一個垃圾桶起火，並發生小型爆炸。警方以涉嫌縱火拘捕6名男子，有報導指部分人為勇武前綫成員。
勇武前綫回覆明報查詢指案件無可奉告。

## 外部連結
- 勇武前綫的Facebook專頁
- 勇武前綫的Facebook專頁
- 勇武前綫官方網站